# Divine Oduduru
Divine Ejowvokoghene Oduduru  (né le 7 octobre 1996 à Ughelli) est un athlète nigérian, spécialiste du sprint. 

## Biographie
Il se révèle en 2013 en remportant la médaille d'or du 200 m et du relais 4 × 100 m lors des championnats d'Afrique juniors à Bambous. 
En 2014, il se classe deuxième du 200 m des championnats du monde juniors à Eugene, devancé par l'Américain Trentavis Friday. Il termine par ailleurs sixième des championnats d'Afrique seniors, toujours sur la distance de 200 m.
Lors des championnats d'Afrique juniors 2015 qui se déroulent en mars 2015 à Addis-Abeba, en Éthiopie, il remporte trois médailles d'or, sur 100 m, 200 m et au titre du relais 4 × 100 m. En septembre 2015, il décroche la médaille d'argent du 200 m aux Jeux africains, à Brazzaville, où il s'incline de 3/100e de seconde devant l'Ivoirien Wilfried Koffi.
Début 2019, à l'occasion des championnats de la Big 12 Conference, il réalise en 20 s 08 la troisième meilleure performance de tous les temps pour un 200 m en salle, derrière Frankie Fredericks et Elijah Hall-Thompson. 
Le 20 avril 2019, lors du meeting de Waco (Texas), Divine Oduduru établit en moins d'une heure d'écart les meilleures performances mondiales de l'année sur 100 m et 200 m, réalisant respectivement les temps de 9 s 94 (+ 0,8 m/s) et 19 s 76 (+ 0,8 m/s), nouveaux records personnels.
Le 7 juin 2019, il réalise le doublé 100 m / 200 m aux championnats NCAA à Austin et court en 9 s 86 (+ 0,8 m/s), à un centième du record d'Afrique, et en 19 s 73 (+ 0,8 m/s).
Le 9 février 2023, après avoir disparu des pistes pendant plus d'un an et demi, il est provisoirement suspendu pour violation des règles anti-dopage, accusé de possession et d'usage ou tentative d'usage de produits dopants, en lien avec l'affaire Blessing Okagbare, compatriote suspendue en 2022 pour une durée de 11 ans. Risquant 6 ans de suspension, c'est la sanction qui lui est infligée par l'Unité d'intégrité de l'athlétisme en octobre 2023, la peine prenant effet à la date de février 2023.

## Palmarès
| Date | Compétition                    | Lieu        | Résultat | Épreuve   | Temps   |
| ---- | ------------------------------ | ----------- | -------- | --------- | ------- |
| 2013 | Championnats du monde cadets   | Donetsk     | 6e       | 200 m     | 21 s 37 |
| 2013 | Championnats d'Afrique juniors | Bambous     | 1er      | 200 m     | 21 s 19 |
| 2013 | Championnats d'Afrique juniors | Bambous     | 1er      | 4 × 100 m | 40 s 36 |
| 2014 | Championnats du monde juniors  | Eugene      | 2e       | 200 m     | 20 s 25 |
| 2014 | Championnats du monde juniors  | Eugene      | 5e       | 4 × 100 m | 39 s 66 |
| 2014 | Jeux du Commonwealth           | Glasgow     | 6e       | 4 x 100 m | 40 s 17 |
| 2014 | Championnats d'Afrique         | Marrakech   | 6e       | 200 m     | 20 s 81 |
| 2015 | Championnats d'Afrique juniors | Addis-Abeba | 1er      | 100 m     | 10 s 44 |
| 2015 | Championnats d'Afrique juniors | Addis-Abeba | 1er      | 200 m     | 21 s 22 |
| 2015 | Championnats d'Afrique juniors | Addis-Abeba | 1er      | 4 × 100 m | 39 s 99 |
| 2015 | Jeux africains                 | Brazzaville | 2e       | 200 m     | 20 s 45 |
| 2018 | Championnats d'Afrique         | Asaba       | 2e       | 200 m     | 20 s 60 |
| 2019 | Jeux africains                 | Rabat       | 2e       | 200 m     | 20 s 54 |
| 2019 | Jeux africains                 | Rabat       | 2e       | 4 × 100 m | 38 s 59 |

## Records

### Records personnel
| Épreuve       | Temps        | Lieu    | Date            |
| ------------- | ------------ | ------- | --------------- |
| 60 m          | 6 s 52       | Lubbock | 23 février 2019 |
| 100 m         | 9 s 86       | Austin  | 7 juin 2019     |
| 200 m         | 19 s 73 (NR) | Austin  | 7 juin 2019     |
| 200 m (salle) | 20 s 08      | Lubbock | 23 février 2019 |

### Meilleures performances par année
| Année | Temps   | Date            | Lieu    | Rang |
| ----- | ------- | --------------- | ------- | ---- |
| 2014  | 10 s 30 | 19 juin 2014    | Calabar | 226  |
| 2015  | 10 s 37 | 11 juillet 2015 | Akure   | 335  |
| 2016  | 10 s 25 | 8 juillet 2016  | Sapele  | 192  |
| 2017  | —       |                 |         |      |
| 2018  | 10 s 10 | 21 avril 2018   | Waco    | 54   |
| 2019  | 9 s 86  | 7 juin 2019     | Austin  | 2    |

| Année | Temps   | Date              | Lieu           | Rang |
| ----- | ------- | ----------------- | -------------- | ---- |
| 2014  | 20 s 66 | 24 juillet 2014   | Eugene         | 155  |
| 2015  | 20 s 45 | 17 septembre 2015 | Brazzaville    | 73   |
| 2016  | 20 s 34 | 16 août 2016      | Rio de Janeiro | 55   |
| 2017  | —       |                   |                |      |
| 2018  | 20 s 13 | 13 mai 2018       | Waco           | 24   |
| 2019  | 19 s 73 | 7 juin 2019       | Austin         | 3    |